# Pfaffenberg (Eiserode)
Der Pfaffenberg (obersorbisch Popica) ist eine 333,8 Meter hohe Erhebung des Oberlausitzer Gefildes in Eiserode, 4,5 Kilometer nordwestlich von Löbau im Landkreis Görlitz in Sachsen.
Der Gipfelbereich des Berges ist geringfügig bewaldet. Er wird von der Bundesstraße 6 südlich gequert, die hier abschnittsweise dreispurig verläuft.

## Geschichte
Seine Bezeichnung kommt offenbar von ehemaligen Besitzverhältnissen, als der Nordteil der Erhebung zu Breitendorf und damit der Kirche von Kittlitz gehörte. Der obersorbische Name ist von pop = Geistlicher abgeleitet und ist in den ringsum gelegenen Dörfern bekannter als sein deutscher Name. In Löbau und alltagssprachlich – zum Beispiel im Verkehrsfunk aufgrund häufiger Behinderungen des Straßenverkehrs auf der B 6 in den Wintermonaten – wird er Eiseroder Berg genannt. Er trennte einst das Löbauer vom Bautzener Land mit einer Linie von seinem einst vorhandenen Waldsaum vom Gebirgsfuß her, über den Wohlaer Berg (346,5 m) bis zum Strohmberg (263,6 m) nach Weißenberg.

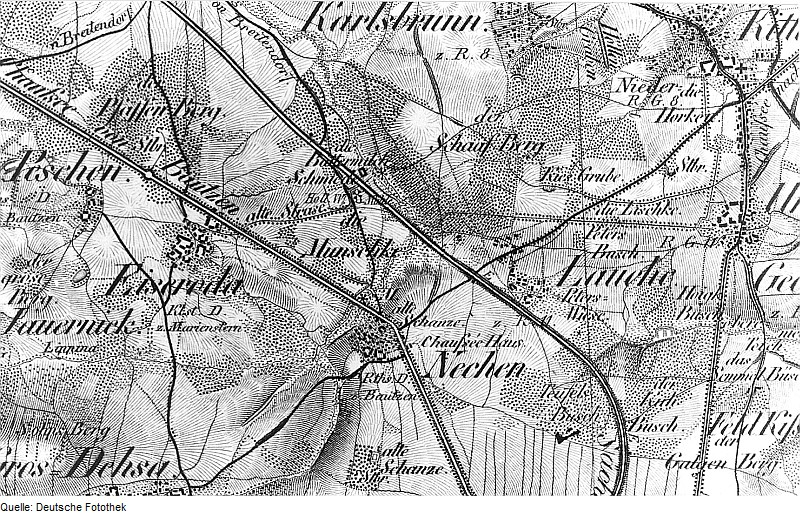
Karte von Oberreit mit dem Pfaffenberg um 1845

Heute steht auf ihm ein Funkmast. Die gehölzfreien Flächen werden landwirtschaftlich genutzt.

## Geographie und Flora
Über dem Granodiorit des Pfaffenberges, der in mehreren kleinen Steinbrüchen abgebaut wurde, liegt ein durch Staublehm beeinflusster grus- und steinhaltiger Lehm. Darauf  hat sich eine schwach podsolierte Braunerde entwickelt. Am Nord- und Nordwesthang stocken Waldreste eines Eichenmischwaldes, der reich an Winter-Linde ist. Dieser wechselt am Hangfuß einerseits in eschenreiche Gehölzbestände, andererseits in einen artenarmen Stieleichen-Birken-Espenwald auf staunassem Boden.